# Vester Tostrup Sogn
Vester Tostrup Sogn er et sogn i Viborg Østre Provsti (Viborg Stift).
I 1800-tallet var Roum Sogn anneks til Vester Tostrup Sogn. Begge sogne hørte til Rinds Herred i Viborg Amt. Vester Tostrup-Roum sognekommune blev ved kommunalreformen i 1970 indlemmet i Møldrup Kommune, som ved strukturreformen i 2007 indgik i Viborg Kommune.
I Vester Tostrup Sogn ligger Tostrup Kirke.
I sognet findes følgende autoriserede stednavne:
- Møldrup (bebyggelse, ejerlav)
- Spanggårde (bebyggelse, ejerlav)
- Troelstrup (bebyggelse, ejerlav)
- Ugelris (bebyggelse, ejerlav)
- Vester Tostrup (bebyggelse, ejerlav)
- Ørkenen (bebyggelse)